# Mesopediasia hemixanthellus
Mesopediasia hemixanthellus är en fjärilsart som beskrevs av George Francis Hampson 1896. Mesopediasia hemixanthellus ingår i släktet Mesopediasia och familjen Crambidae. Inga underarter finns listade i Catalogue of Life.